# Britt Mogård
Britt Emma Tora Mogård, född Östlund 9 november 1922 i Hedesunda församling i Gävleborgs län, död 17 juli 2012 i Sorunda församling i Stockholms län, var en svensk moderat politiker.
Mogård, som var prästdotter, var från början läroverkslärare. Hon var 1969–1983 riksdagsledamot för Stockholms läns valkrets, 1972–1981 ordförande i Moderata kvinnoförbundet, 1976–1978 och 1979–1981 skolminister. 1983–1988 var Mogård landshövding i Kronobergs län.
Hon var syster till skulptören Staffan Östlund och var 1946–1971 gift med bankdirektör Einar Mogård.
Till 90-årsminnet av Britt Mogårds födelse, 9 november 2012, gav Sällskapet för moderata kvinnors historia ut en skrift till Britt Mogårds minne. 16 författare lämnade bidrag, däribland Ann-Cathrine Haglund, Lars Tobisson och Ingela Gardner Sundström.
Britt Mogård är begravd på Tullinge parkkyrkogård.